# 23 février 1911
Le jeudi 23 février 1911 est le 54e jour de l'année 1911.

## Naissances
- Alexeï Antonenko (mort le 25 juillet 1941), aviateur soviétique
- Pierre Meile (mort le 31 juillet 1963), sanskritiste et professeur de langues modernes de l’Inde
- Istvan Zavadsky (mort en 1987), footballeur hongrois
- Leslie Norman (mort le 18 février 1993), réalisateur, producteur, monteur et scénariste britannique
- Régis Deroudilhe (mort en 2003), homme politique français
- Alexandre Favre (mort le 25 mai 2005), ingénieur et physicien français

## Décès
- Richard Henry Beddome (né le 11 mai 1830), militaire et naturaliste britannique
- Quanah Parker (né dans les années 1840), un des plus éminents chefs des Comanches Quahadie
- Jean Brun (né le 24 avril 1849), général et homme politique français

## Autres événements
- Sortie américaine du film Artful Kate
- Sortie américaine du film Strategy